# Anouar Hadouir
Anouar Hadouir ('s-Hertogenbosch, 14 september 1982) is een voormalig Nederlands profvoetballer die doorgaans als middenvelder speelde.

## Carrière

### Willem II
Hadouir is afkomstig uit een gezin met vijf jongens. Hij begon met voetballen bij het plaatselijke BVV en werd als tweedejaars D-pupil opgenomen in de jeugdopleiding van Willem II. Hier debuteerde hij in het seizoen 2002/03 onder coach Mark Wotte in het eerste elftal, tegen FC Zwolle. Hadouir speelde in de volgende vijf seizoenen bijna honderd wedstrijden voor Willem II in de Eredivisie. Hij raakte op 27 november 2004 geblesseerd nadat toenmalig ADO Den Haag-speler Youssef El-Akchaoui een overtreding op hem maakte. Uit onderzoek bleek dat zijn kruisband en laterale band waren gescheurd, waardoor hij tien maanden aan de kant stond. Hij maakte in augustus 2005 zijn rentree, in een UEFA Cup-wedstrijd tegen AS Monaco. Hij maakte hierin de aansluitingstreffer (2-1). Hadouir raakte in het begin van het seizoen 2006/07 opnieuw geblesseerd en was deze keer ruim twee maanden uit de roulatie. Willem II deed hem aan het einde van het seizoen een voorstel om zijn nog een jaar doorlopende contract te verlengen, maar dat sloeg hij af. Roda JC toonde belangstelling en na enige onenigheid over de transfersom verhuisde Hadouir op de laatste dag van de transferperiode naar Limburg.

### Roda JC
Hadouir kreeg bij Roda JC onder trainer Raymond Atteveld een basisplaats. Hij kwam in zijn eerste seizoen bij de club in dertig duels vijfmaal tot scoren. Hij raakte in de zomer van 2008 op een trainingskamp weer geblesseerd. Later werd er een scheur in zijn meniscus ontdekt. Hierdoor miste hij het begin van het nieuwe seizoen. Hij speelde evenwel vijfentwintig wedstrijden voor de in de degradatiezone verkerende club. Hadouir raakte in zijn Roda-tijd meerdere keren in opspraak. Tijdens een competitiewedstrijd tegen De Graafschap in het seizoen 2008/09 duwde hij aanvoerder Marcel Meeuwis weg bij een vrije trap. Eind april 2009 werd hij uit het elftal gezet. Hij sloeg op een training keeper Bram Castro in het gezicht, die daarbij een wond opliep aan zijn hoofd. De doelman liet het er niet bij zitten en deed aangifte tegen Hadouir bij de politie. Die trok hij op 9 mei 2009 in..

### Excelsior
Hij tekende in juli 2016 bij Excelsior. Na de degradatie met Excelsior in mei 2019 maakte Hadouir bekend te stoppen met betaald voetbal. Hij keerde terug naar Den Bosch waar hij met zijn broers bij CHC in de derde klasse gaat spelen.

### RKC Waalwijk
Momenteel is Anouar Hadouir de assistent-trainer van RKC Waalwijk, als een van de drie assistenten van hoofdtrainer Henk Fraser. Hadouir is afkomstig van de jeugdopleiding van Willem II.
Hij heeft getekend voor twee seizoenen, van 2023 tot 2025.
De andere twee assistenten zijn Adil Auassar en Geert Arend Roorda.